# Desmostylia
De Desmostylia zijn een orde van uitgestorven zoogdieren uit het Oligoceen en Mioceen die verwant zijn aan de slurfdieren en zeekoeien, waarmee de orde samen de clade Tethytheria vormt. De orde omvat zeven geslachten van grote, logge, semi-aquatische dieren die de kustgebieden van de noordelijke Grote Oceaan bewoonden.
Het oudst bekende geslacht is Behemotops uit het Vroeg-Oligoceen, met fossiele vondsten in de Verenigde Staten en Japan. De naamgever van de groep, Desmostylus, kenmerkte zich door vooruitstekende slagtanden. Dit dier was 1,8 meter lang en is bekend van fossielen uit het Mioceen die gevonden zijn in Japan en langs de Pacifische kust van Noord-Amerika.
De botten van enkele soorten vertonen osteosclerose; dit maakt ze zwaarder en is vermoedelijk een aanpassing aan een bestaan in het water.

## Classificatie
De typesoort Desmostylus hesperus werd oorspronkelijk op basis van een paar tanden en wervels door Marsh 1888 geclassificeerd als een zeekoe, maar tien jaar later ontstonden er twijfels toen er completere fossielen in Japan werden ontdekt. Osborn 1905 stelde ook voor dat ze tot de Sirenia behoorden. Een van de meest uitgebreide verzamelingen van desmostylische tanden werd verzameld door paleontoloog John C. Merriam, die op basis van de kiesstructuur en het herhaaldelijk voorkomen in zeebedden concludeerde dat de dieren aquatisch waren geweest en waarschijnlijk Sirenia waren.
In 1926 opperde de Oostenrijkse paleontoloog Othenio Abel een oorsprong bij de monotrematen, zoals het eendenbekdier, en in 1933 creëerde hij zelfs de orde Desmostyloidea, die hij onderbracht bij de Multituberculata. Abel stierf kort na de Tweede Wereldoorlog en zijn classificatie kreeg weinig aanhangers en wordt sindsdien genegeerd.
Omdat desmostyliërs oorspronkelijk alleen bekend zijn van schedelfragmenten, tanden en stukjes van andere botten, was men het er algemeen over eens dat ze zwemvliezen en een vinachtige staart zouden hebben gehad. De ontdekking van een compleet skelet van het eiland Sachalin in 1941 toonde echter aan dat ze vier poten bezaten, met botten zo stevig als die van een nijlpaard, en rechtvaardigde de creatie van een nieuwe orde voor de desmostyliërs, beschreven door Reinhart in 1959.
In oktober 2015 werd een belangrijke vondst bekendgemaakt nadat wetenschappers een uitgebreide groep reusachtige fossielen van vierpotige zeezoogdieren met slagtanden hadden onderzocht. Deze ontdekking van de meest noordelijke soort tot nu toe was opgegraven tijdens opgravingen voor de bouw van een school in Unalaska, op de Aleoeten. Een reconstructie van een groep werd getekend door de kunstenaar Ray Troll uit Alaska.
Ondanks hun overeenkomsten met zeekoeien en olifanten, leken desmostyliërs totaal niet op levende wezens. Douglas Emlongs ontdekking in 1971 van het nieuwe geslacht Behemotops uit Oregon toonde aan dat vroege desmostyliërs meer proboscidea-achtige tanden en kaken hadden dan latere. Ondanks deze ontdekking blijft hun verwantschap met zeekoeien en probosciden onopgelost. De analyse van Cooper et al. (2014) geeft aan dat de overeenkomsten met lamantijnen en olifanten het gevolg kunnen zijn van convergentie en dat het in plaats daarvan basale perissodactylen kunnen zijn.
Barnes 2013 stelde een nieuwe classificatie van Paleoparadoxiidae voor:
- Order Desmostylia Reinhart, 1953
  - Family Paleoparadoxiidae Reinhart, 1959
    - Subfamily Behemotopsinae (Inuzuka, 1987)
      - Behemotops Domning, Ray, en McKenna, 1986
        - Behemotops proteus Domning, Ray, en McKenna, 1986 (including Behemotops emlongi Domning, Ray, en McKenna, 1986)
        - Behemotops katsuiei Inuzuka, 2000b

    - Subfamily Paleoparadoxiinae (Reinhart, 1959)
      - Archaeoparadoxia
        - Archaeoparadoxia weltoni (Clark, 1991)

      - Paleoparadoxia Reinhart, 1959
        - Paleoparadoxia tabatai (Tokunaga, 1939), (= Paleoparadoxia media Inuzuka, 2005)

      - Neoparadoxia Barnes 2013
        - Neoparadoxia repenningi (Domning en Barnes, 2007)
        - Neoparadoxia cecilialina Barnes 2013

## Geslachten
Familie Desmostylidae
- †Behemotops
- †Desmostylus
- †Cornwallius
- †Kronokotherium

Familie Paleoparadoxiidae
- †Ashoroa
- †Paleoparadoxia
- †Neoparadoxia